# Metalinguismo

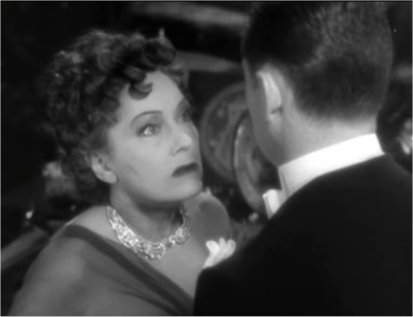
Gloria Swanson e William Holden in Viale del tramonto di Billy Wilder, esempio di metalinguismo applicato al cinema

Si parla di metalinguismo quando, in qualsiasi ambito, si fanno osservazioni o rimandi allo stesso medesimo ambito.  

## Tipologia
Si parla per esempio di metalinguismo riferendoci a determinate opere cinematografiche italiane del dopoguerra (di autori quali Cesare Zavattini, Federico Fellini o Alberto Lattuada), che trattano delle tematiche o problematiche connesse all'ambito dei media o dello stesso cinema: si potrebbe parlare di cinema che tratta di cinema.
Sono esempi di metalinguismo anche i quadri che raffigurano una persona che dipinge o che semplicemente rimandano esplicitamente a movimenti pittorici (non nel senso di "prendere spunto" o "ricordare alla lontana", ma bensì "esplicitare significativamente" il rimando in modo netto e preciso).